# Chitignano
Chitignano è un comune italiano di 864 abitanti della provincia di Arezzo in Toscana.

## Storia
Il territorio del comune di Chitignano, il meno esteso, con i suoi 15 km², fra tutti quelli del Casentino, riproduce nei suoi confini il distretto di una delle poche signorie rurali toscane conservatesi dal Medioevo fino alla fine del settecento. La contea imperiale di Chitignano fu infeudata nel X secolo agli Ubertini di Arezzo e non fu mai formalmente annesso alla Repubblica fiorentina, con la quale nel 1384 stipulò un accordo di accomandigia (protezione militare e politica) come feudo esente da tasse e dipendente dal vicario feudale che amministrava per conto dei suoi conti. A quel tempo Chitignano, Rosina e Taena appartenevano a due minorenni, Niccolò e Leonardo Ubertini. A porre il loro nome, le loro persone e le loro terre sotto l'accomandigia di Firenze fu la nonna paterna e tutrice Franceschina di Castel Focognano, che si impegnò anche a far ratificare l'atto ai nipoti non appena avessero raggiunto a maggiore età. L'atto sottoscritto prometteva perpetua devozione e supporto militare al comune di Firenze in caso di guerra, in cambio se ne ottenne perpetua difesa e protezione. Questo permise alla famiglia degli Ubertini di dominare la contea in maniera incontrastata per altri 4 secoli. Il 16 agosto 1419, Niccolò Ubertini, diventato ormai maggiorenne, negoziò con i feudatari locali un'importante concessione attraverso la stipula di uno statuto. In una riunione tenuta presso la porta del cassero del castello di Chitignano con qualche decina di "Homines et fideles et feudatarii", venne concessa ai presenti la possibilità di disporre liberamente in testamento riguardo ai beni mobili nel caso in cui non ci fossero stati eredi maschi. In cambio si richiedeva di riconoscere Niccolò come unico signore e di accorrere armati in caso di guerra. La necessità era quella di ottenere la devozione delle famiglie più facoltose della contea per poter mantener fede alle promesse fatte a Firenze. Il feudo montano si estendeva su Chitignano, Rosina e Taena, dove dalla parte di Caprese aveva una dogana interna. La sua cancelleria feudale aveva sede a Rassina, dipendendo giudizialmente dalla podesteria di Castel Focognano e dal Vicariato di Poppi. La sua economia fu spesso favorita dai granduchi e tale orientamento non fu smentito neppure sotto i Lorena.
Con la legge del 14 aprile 1780, Pietro Leopoldo, soppressa l'autonomia finora garantita dall'accomandigia, introdusse nella contea alcuni privilegi e deroghe alla legge del 1769 per la produzione del tabacco, che in quei decenni si andava diffondendo in tutta la valle tiberina, e riconobbe ai suoi sudditi gli stessi diritti degli altri toscani. Nel censimento del 1745 contava 598 abitanti. Tra i suoi conti si ricordano Niccolò Ubertini (1419), Pier Francesco Ubertini (1660) e Anton Maria (1790).
Al plebiscito del 1860 per l'annessione del Granducato di Toscana al Regno di Sardegna, i "sì" non ottennero la maggioranza degli aventi diritto (55 su totale di 314), sintomo dell'opposizione all'annessione.
Durante la seconda guerra mondiale nei boschi sopra Chitignano erano radunati gruppi di partigiani, vista anche la vicinanza della Linea Gotica. In particolare la loro base era situata al Baregno, chiamato dai chitignanini "Barignolo".
Nel settembre 1993 papa Giovanni Paolo II, diretto con un elicottero a Chiusi della Verna in occasione di una visita pastorale, dovette atterrare presso il campo sportivo di Chitignano, causa maltempo, dove fu accolto da un bagno di folla.

## Società

### Evoluzione demografica
Abitanti censiti

### Etnie e minoranze straniere
Secondo i dati ISTAT al 31 dicembre 2009 la popolazione straniera residente era di 103 persone. Le nazionalità maggiormente rappresentate in base alla loro percentuale sul totale della popolazione residente erano:
- Romania 49 5,03%
- Marocco 26 2,67%

## Cultura
Da sottolineare lo svariato utilizzo di tabacco per sigari, pipa e uso tradizionale. Non si ricordano poeti o scrittori famosi, ma il paese è ricco di menti nuove e con buone prospettive future.

### Monumenti e luoghi d’interesse
- Sorgente solforica ferrugginosa "La buca del tesoro" (Acquaforte)
- Sorgente del rio "Acqua Acidula Ferrugginosa"
- Castello di Chitignano
- Pieve dei Santi Vincenzo e Pietro
- Chiesa di Santa Margherita a Rosina, di origine medievale, conserva all'altare maggiore un ciborio cinquecentesco dipinto opera della bottega di Carlo Portelli e databile alla metà del secolo XVI.[9]

### Istruzione
Nel paese è presente una scuola elementare recentemente trasferita all'auditorium del paese. Nella sede precedente sarà probabilmente edificato una struttura adibita agli anziani, la maggioranza della popolazione chitignanina. I pochi giovani presenti nel paese mantengono comunque alto lo spirito moderno e innovativo.

### Musei
In località Il Pantaneto si trova il Museo della polvere da sparo e del contrabbando, dedicato all'attività di commercializzazione e produzione di polvere nera che si svolgeva a Chitignano nell'Ottocento. In seguito, il contrabbando di tabacco fu ripreso a metà del secolo scorso, nel dopoguerra. I chitignanini portavano tabacco e sigari in Valtiberina passando attraverso le montagne per sfuggire alla Finanza.

## Amministrazione
Di seguito è presentata una tabella relativa alle amministrazioni che si sono succedute in questo comune.
| Periodo        | Periodo        | Primo cittadino  | Partito                         | Carica  | Note   |
| -------------- | -------------- | ---------------- | ------------------------------- | ------- | ------ |
| 30 maggio 1985 | 25 maggio 1990 | Luciano Chisci   | Democrazia Cristiana            | Sindaco | [ 11 ] |
| 25 maggio 1990 | 24 aprile 1995 | Luciano Chisci   | Democrazia Cristiana            | Sindaco | [ 11 ] |
| 24 aprile 1995 | 14 giugno 1999 | Antonio Rondoni  | centro-sinistra                 | Sindaco | [ 11 ] |
| 14 giugno 1999 | 14 giugno 2004 | Leonardo Vantini | centro-sinistra                 | Sindaco | [ 11 ] |
| 14 giugno 2004 | 8 giugno 2009  | Leonardo Vantini | centro-sinistra                 | Sindaco | [ 11 ] |
| 8 giugno 2009  | 26 maggio 2014 | Marcello Biagini | lista civica Viviamo Chitignano | Sindaco | [ 11 ] |
| 26 maggio 2014 | 27 maggio 2019 | Valentina Calbi  | lista civica Per Chitignano     | Sindaco | [ 11 ] |
| 27 maggio 2019 | in carica      | Valentina Calbi  | lista civica Per Chitignano     | Sindaco | [ 11 ] |

### Gemellaggi
- La Calmette, dal 1992

## Sport

### Calcio
Nata nel 1970 e dismessa nel 2016, la principale squadra di calcio del paese è stata l'U.S.D. Chitignano, che fino alla stagione sportiva 2015-2016 ha militato nel girone L toscano di 2ª Categoria. La squadra adottava il rosso e il verde come colori sociali.